# Frappe aérienne de Dhamar
 (décembre 2022).
La frappe aérienne de Dhamar est survenue le 1er septembre 2019 lorsque des avions de la coalition dirigée par l'Arabie saoudite ont pris pour cible un bâtiment universitaire à Dhamar, au Yémen, qui était utilisé comme centre de détention par les Houthis. Selon le Comité international de la Croix-Rouge (CICR) au Yémen, la frappe aérienne a tué des dizaines de détenus.

## Frappe aérienne
Selon le CICR, l'avion de la coalition dirigée par l'Arabie saoudite a effectué une frappe aérienne sur un bâtiment à plusieurs étages qui servait de centre de détention aux Houthis. Sur les 170 personnes détenues dans le bâtiment, 40 ont été soignées pour des blessures et les autres ont été présumées tuées.

## Conséquences
Les Houthis ont libéré 290 détenus dans le cadre d'une initiative de paix des Nations unies (ONU), dont 42 étaient des survivants de la frappe aérienne.